# Polkovnik Redl
Polkovnik Redl (nemško Oberst Redl; madžarsko Redl ezredes) je biografski zgodovinsko-dramski film iz leta 1985, ki ga je režiral István Szabó in zanj napisal tudi scenarij skupaj s Pétrom Dobaijem, ohlapno temelji na gledališki igri A Patriot for Me Johna Osbornea. V glavnih vlogah nastopajo Klaus Maria Brandauer, Gudrun Landgrebe, Hans-Christian Blech, Jan Niklas in Armin Mueller-Stahl. Dogajanje je postavljeno v čas pred prve svetovne vojne ter prikazuje vzpon in padec Alfreda Redla (Brandauer), častnika Avstro-Ogrske.
Film je bil premierno prikazan 20. februarja 1985 v madžarskih kinematografih in 29. marca istega leta v zahodnonemških kinematografih ter je naletel na dobre ocene kritikov. Kot madžarski kandidat je bil nominiran za oskarja za najboljši mednarodni celovečerni film na 58. podelitvi. Osvojil je tudi nagrado BAFTA za najboljši tuji film in nagrado žirije na Filmskem festivalu v Cannesu, kjer je bil nominiran tudi za glavno nagrado zlata palma.

## Vloge
- Klaus Maria Brandauer kot polkovnik Alfred Redl
- Hans Christian Blech kot generalmajor Von Roden
- Armin Mueller-Stahl kot nadvojvoda Franc Ferdinand
- Gudrun Landgrebe kot Katalin Kubinyi
- Jan Niklas kot polkovnik Kristóf Kubinyi
- László Mészáros kot polkovnik Ruzitska
- András Bálint kot stotnik dr. Gustav Sonnenschein
- László Gálffi kot Alfredo Velocchio
- Dorottya Udvaros kot Clarissa
- Károly Eperjes kot potočnik Jaromil Schorm
- Róbert Rátonyi kot baron Ullmann
- Flóra Kádár kot Redlova sestra